# Салии
Салии (на латински: Salii) са древноримски танцуващи с оръжие жреци.
Салиите са активни в Лациум и Рим и носят името си от ab salitando (от танци). Организацията се състои от две групи (sodalitates) от по дванадесет члена, Salii Palatini и Salii Collini (също Agonenses или Agonales).
Salii Palatini са основани от Нума Помпилий и стоят в служба на военния бог Марс. Те имат свое служебно място (curia) на Палатин. Тук се пази lituus (жезъл) на Ромул. Salii Collini, основан от Тул Хостилий, стоят в служба на Квирин. Тяхното служебно място се намира на Квиринал.
Най-важната функция на колегията е празнично шествие през Рим в началото и на края на военния сезон. Важният ритуал е носене (movere) и почистване (lustratio) на свещените щитове на Марс. На някои обществени места като  Комициите, Капитолий и Авентин се изпълнява оръжеен танц с главен танцьор (praesul) и певец (vates).
В древността съществуват и Saliae virgines, девствени девойки, които имат своята функция, която по-късно се изпълнява от артистки.